# 李漢超
李 漢超（り かんちょう、生年不詳 - 977年）は、五代後唐から北宋にかけての軍人・政治家。本貫は雲州雲中県。

## 経歴
はじめ後唐の范延光に仕えたが、重用されなかった。次いで高行周に仕えたが、やはり信任されなかった。柴栄（後の後周の世宗）が澶淵に駐屯すると、李漢超はようやく認められて権限を委ねられた。世宗が即位すると、殿前指揮使に任じられ、殿前都虞候に累進した。
宋が建国されると、散指揮都指揮使に転じ、綿州刺史を兼ねた。控鶴左廂都校に累進し、恩州団練使を兼ねた。李重進の乱の鎮圧に従軍し、まもなく斉州防禦使兼関南兵馬都監に転じた。関南にあること17年、頌徳碑が立てられた。
覇州監軍の馬仁瑀との関係が険悪となり、趙匡胤の調停により和解した。太平興国元年（976年）、関南巡検のまま応州観察使・斉州通判に転じた。太平興国2年（977年）8月、屯所で死去した。太尉・忠武軍節度使の位を追贈された。

## 子女
- 李守恩
- 李守忠

## 伝記資料
- 『宋史』巻273 列伝第32